# Arje Dvoretzky
Arje Dvoretzky (ur. 3 maja 1916 w Chorolu, zm. 8 maja 2008 w Jerozolimie) – izraelski matematyk i statystyk, profesor Uniwersytetu Hebrajskiego w Jerozolimie. Współautor twierdzenia Dvoretzkiego-Rogersa oraz nierówności Dvoretzkiego–Kiefera–Wolfowitza.

## Życiorys
Dvoretzky urodził się w miejscowości Chorol w Imperium Rosyjskim, na terenie dzisiejszej Ukrainy. W 1922 jego rodzina przeniosła się do Palestyny. Uczęszczał do szkoły średniej w Hajfie. W 1933 ukończył studia na Uniwersytecie Hebrajskim w Jerozolimie, pod kierunkiem m.in. Abrahama Fraenkla i Michaela Feketego. W 1941 doktoryzował się na tym uniwersytecie, a w 1951 został jego profesorem.